# Thérèse Bentzon
Pour les articles homonymes, voir Bentzon.
Thérèse Bentzon (nom de plume de Marie Thérèse de Solms, épouse Blanc, née le 21 septembre 1840 à Seine-Port en Seine-et-Marne et décédée le 5 février 1907 à Meudon) est une journaliste, essayiste et romancière française. Collaboratrice à la Revue des Deux Mondes, Thérese Bentzon a beaucoup voyagé aux États-Unis et a écrit sur la littérature américaine et la condition sociale. Elle est connue en France pour avoir traduit et commenté Leopold von Sacher-Masoch. Elle a écrit sur l'auteur de nombreux articles édités par la Revue des Deux Mondes. Elle fit partie du jury du prix Vie Heureuse (ancêtre du prix Femina) dès sa création en 1904. Elle fut décorée de la Légion d'honneur peu avant sa mort par Daniel-Lesueur, présidente du prix Vie Heureuse.

## Enfance
Marie-Thérèse est la fille du comte Edouard de Solms, consul général de Wurtemberg à Alger, et d'Olympe Adrienne Bentzon. Elle est née dans la maison familiale, propriété de ses grands-parents. Elle a un frère, Cristian, né un an après elle. Sa grand-mère (une femme qu’elle ne mentionne jamais dans ses lettres, sauf pour dire qu'elle avait l’esprit de la bonne parisienne) est à l'époque remariée au marquis de Vitry, un vieil aristocrate français, né avant la Révolution française, qui lui raconte l’histoire de cette époque. 
Son grand-père maternel biologique décède lorsque sa mère est encore jeune. Cependant elle mentionne dans ses lettres à Theodore Stanton qu'elle est folle d’admiration pour ce grand-père inconnu, le Major Adrian Benjamin Bentzon. Gouverneur des Antilles danoises de 1816 à 1820, ce grand-père n’a cessé de déposer plainte devant la Cour suprême des États-Unis afin de récupérer ses plantations sucrières. Après avoir vécu en Amérique avec sa famille, Adrian Bentzon retourne en Europe. Enfin, il meurt plus tard aux Caraïbes. Sa veuve épouse ensuite Louis Antoine Bruneau, marquis de Vitry.
Thérèse fut en partie élevée avec son frère, dès l'âge de douze ans, chez ses grands-parents, les de Vitry, qui résident alors Villa de l'Ermitage à La Chapelle-Saint-Mesmin et par le nouveau mari de sa mère, le comte Antoine-Henri-Philippe-Léon Cartier d'Aure. 
Elle reçoit une éducation cosmopolite, apprentissage de l'allemand et de l'anglais, un enseignement journalier dans la maison de ses grands-parents par la professeure de l'école du village : Madame Chouppe. Celle-ci lui apprend le grec, le latin et la composition française. 
Elle se marie le 26 janvier 1857 avec Louis Blanc à La Chapelle-Saint-Mesmin, mais trois ans plus tard, après avoir eu un fils, son mari la quitte (il est mentionné par les frères Goncourt comme le "fils de Madame Blanc").
Après plusieurs articles rédigés pour différentes revues, elle est introduite par son beau-père le comte Antoine-Henri-Philippe-Léon Cartier d'Aure auprès de George Sand. Elle passe de longs séjours dans la maison de celle-ci, à Nohant. George Sand l'aide à consigner des événements de l'époque. Celle-ci la mentionne dans son journal.

## Revue des Deux Mondes
Elle était une plume familière de la Revue des Deux Mondes. Critique et traductrice, elle était connue comme une spécialiste du monde anglo-saxon.

« Elle publia dans la revue le résultat d'enquêtes et des relations de voyage, mais aussi des comptes rendus de romans, tant anglais qu'américains, des études sociales… »

Elle publia également, toujours sur la Revue des Deux Mondes, des articles sur Leopold von Sacher-Masoch et plusieurs nouvelles et romans du même auteur traduits par ses soins.
En 1893, elle a été envoyée par la Revue des Deux Mondes aux États-Unis pour interviewer les femmes, connaître leur situation outre atlantique.  Elle a quitté la France dans la première partie de 1893, et de New York, elle est allée à Chicago. Puis après quelques mois, elle a pris le train à Boston, où elle a passé près d'un an. Ensuite elle a voyagé en Louisiane et dans le Midwest. Pendant son séjour, elle est allée rendre visite Jane Addams, la fondatrice de la Hull House, a rencontré Oliver Wendell Holmes, Sr. juste avant sa mort, et vit Jacob Riis lors d'une conférence sur l'un de ses derniers romans.
Elle a également rencontré des personnalités politiques, féministes et abolitionnistes.
À son retour des États-Unis, elle a compilé ses articles dans un livre, un journal de Voyage, publié en 1896 chez Calmann-Lévy. Elle a visité les États-Unis de nouveau en 1897 pour un court laps de temps. Son journal de Voyage a été un best-seller et a été éditée à nouveau huit fois, en différentes éditions, la dernière en 1904.

## Les femmes américaines chez elles
Publiées en 1896, ses notes de voyage ont été organisées autour des remarques qu'elle avait faites sur les femmes américaines. Ses notes de voyage ne sont pas considérés comme très originales en termes d'opinion sur l'Amérique, mais les sujets qu'elle a choisi (l'éducation et pour les femmes, les femmes dans la société et le système de la charité en Amérique) font d'elles une note originale selon les recherches de William Chew.
Son livre accorde également une grande importance à l'Amérique urbaine, faisant un portrait complet de celle-ci.

## Publications
- La vocation de Louise (1873)
- Sang mêlé (1875)
- Un remords (1878)
- Yette, histoire d'une jeune Créole (1880; 1882)
- Yvonne (1881)
- Tony (1884)
- Contes de tous les pays (1890)
- Constance (1891)
- Jacqueline (1893)
- Geneviève Delmas (1893, Magasin d'Éducation et de Récréation)
- Une double épreuve (1896)
- Les Américaines chez elles (1896)
- questions Américaines (1902)
- Promenades en Russie (1903)
- Au-dessus de l'abime (1905)

### Prix de l'Académie française
- 1879 : Prix Vitet
- 1885 : Prix Montyon pour Tony
- 1892 : Prix Montyon pour Constance
- 1897 : Prix Montyon pour Les Américaines chez elles
- 1903 : Prix Alfred-Née